# Paul Freiherr von Eltz-Rübenach
Peter Paul Freiherr von Eltz-Rübenach (9 de febrero de 1875-25 de agosto de 1943) fue un político alemán, Ministro de Correos (Reichspostminister) y Ministro de Transporte (Reichsminister für Verkehr) de Alemania entre 1932 y 1937.

## Biografía
Eltz-Rübenach nació en un palacio medieval en Wahn (hoy parte de Colonia), un vástago de la casa noble de Renania de Eltz, desde 1820 perteneciente a la familia Eltz-Rübenach. Era hijo de un capitán retirado y propietario de la orden familiar del barón Cuno von Eltz-Rübenach y su esposa, la condesa Hugolina von Eltz. Estudió en el gymnasium de humanidades en Siegburg, donde en 1894 se graduó de la escuela secundaria, estudió ingeniería mecánica en las Universidades técnicas de Aquisgrán y Berlín-Charlottenburgo. Después de un año de práctica en talleres ferroviarios subordinados a la dirección ferroviaria en Colonia, a partir de 1903 se educó como constructor del gobierno en la dirección ferroviaria en Münster. A partir de 1909 trabajó en la dirección general de Berlín. De 1911 a 1914 trabajó como asesor técnico en el Consulado General de Alemania en Nueva York.
Durante la Primera Guerra Mundial, a fines de 1916 y 1917, reorganizó los ferrocarriles búlgaros, y desde 1917 trabajó en el personal ferroviario delantero.
Después de la guerra, se involucró en el desarrollo de ferrocarriles y transporte. En julio de 1924 fue nombrado presidente de la Dirección de ferrocarril del Reich en Karlsruhe.
En 1932 como no partidista (independiente), fue nombrado Ministro del Reich para Asuntos Postales y Transporte en el "gabinete de barones" del canciller Franz von Papen el 1 de junio de 1932. Conservó los puestos bajo el canciller Kurt von Schleicher y después del Machtergreifung nacionalsocialista bajo Adolf Hitler. 
En el curso del creciente conflicto entre el gobierno nacionalsocialista y la Iglesia Católica, Eltz-Rübenach, un católico devoto, rechazó la Placa Dorada del Partido ofrecida personalmente por Hitler durante una reunión de Gabinete el 30 de enero de 1937. Esto llevó a su renuncia, convirtiéndolo en una «persona sospechosa» monitoreada por la Gestapo, mientras que sus reclamos de pensión fueron revocados temporalmente. Posteriormente su esposa también se rehusó a recibir la Cruz de Honor de la Madre Alemana, por lo cual fue destituido del cargo.
Eltz-Rübenach murió en Linz am Rhein, a los 68 años.